# Boline

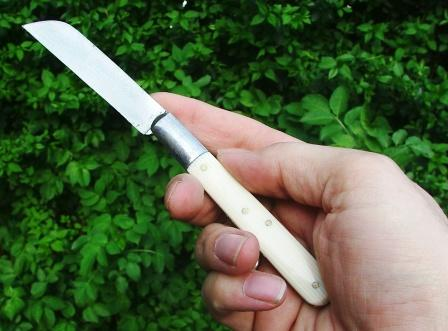

Il boline o bolline (in inglese [ˈboʊliːn]) è un piccolo coltello utilizzato nei rituali magico-religiosi wiccan e neopagani, solitamente presenta un manico bianco ed è impiegato a fini pratici, per sminuzzare le erbe, per tagliare o per incidere (al contrario dell'athame, il quale ha il manico generalmente nero o scuro ed è usato principalmente a scopo rituale); per questo motivo alcune tradizioni non lo considerano un vero e proprio strumento magico ma un semplice attrezzo di lavoro.
Al contrario però in alcune specifiche tradizioni si incoraggia l'uso degli attrezzi magici nella vita di ogni giorno, per questo motivo non esiste una distinzione netta fra boline ed athame.